# Hanguana anthelminthica
Hanguana anthelminthica, biljna vrsta iz porodice Hanguanaceae raširena po jugoistočnoj Aziji i dijelovima Australije. 
H. anthelminthica je stoloniferni helofit koji je često brkan s vrstom H. malayana. Prvi opisani primjerak bio je s otoka Jave.

## Sinonimi
- Hanguana aquatica Kaneh.
- Susum anthelminthicum Blume ex Schult. & Schult.f.